# Palazzo Bevilacqua Costabili
Palazzo Bevilacqua Costabili, o Palazzo Bevilacqua Boschi, è un edificio monumentale in via Voltapaletto 11 a Ferrara.
È stato riaperto nel 2006 dopo i restauri realizzati per ospitare la nuova sede del Dipartimento di Economia e Management dell'Università degli Studi di Ferrara.

## Storia
Il palazzo è stato fatto erigere dalla famiglia Bevilacqua-Aldobrandini nel 1430 dopo che un ramo della famiglia Bevilacqua si trasferì da Verona a Ferrara in occasione delle nozze fra Cristin Francesco Bevilacqua e Lucia Ariosti.
Dopo che il palazzo fu battezzato ufficialmente come "palazzo Bevilacqua" nel 1602 su concessione del pontefice, la sua facciata fu modificata per volontà del Cardinale Bonifacio Bevilacqua, che la fece con trofei militari; venne poi completata nel 1710 da Ercole Bevilacqua, nominato da poco Giudice dei Savi, il quale vi fece erigere la scalinata monumentale e ne modificò il cortile interno.
Nel 1830 il palazzo divenne proprietà del marchese Giovan Battista Costabili Containi che ne modificò i soffitti del piano nobile e vi trasferì la propria collezione di codici antichi, libri e dipinti. La raccolta dei quadri, in particolare, era considerata tra le più importanti a livello europeo. Nel 1841, alla morte del Costabili Containi, venne ereditato da Giovanni Costabili Containi (marito di Malvina Trotti Mosti) insieme all'intera collezione, questi lo cedette ai figli nel 1871 i quali, censiti tutti i beni che il palazzo conteneva, decisero di vendere gli oggetti più preziosi per sanare i debiti di famiglia.
Nel 1916 il conte Francesco Mazza acquistò il palazzo dalla famiglia Costabili Containi adibendolo a convitto femminile. Nel 1930 il nuovo proprietario prof. Boschi, direttore del manicomio provinciale di Ferrara, trasformò un'ala in clinica privata per malattie psichiatriche. Nel 1961 il complesso fu nuovamente ceduto e negli anni '70 si progettava di farne un supermercato e un cinema, oppure residenze e uffici. Nel 1988 è stato acquistato dal Comune di Ferrara che nel 1997 l’ha concesso all’Università di Ferrara a titolo gratuito per 99 anni.

## Architettura
La facciata del palazzo viene attribuita a Giovan Battista Aleotti il quale eseguì in precedenza un lavoro ornamentale sulla facciata di palazzo Bentivoglio a Ferrara e dal quale il suddetto Cardinale Bevilacqua trasse ispirazione, desiderando che fosse ornato e abbellito allo stesso modo. La parte centrale del prospetto è caratterizzata dal portone di ingresso sormontato da un balcone sorretto da mensole a voluta tra le quali si collocano le sculture ritraenti la "Concordia" e la "Verità".

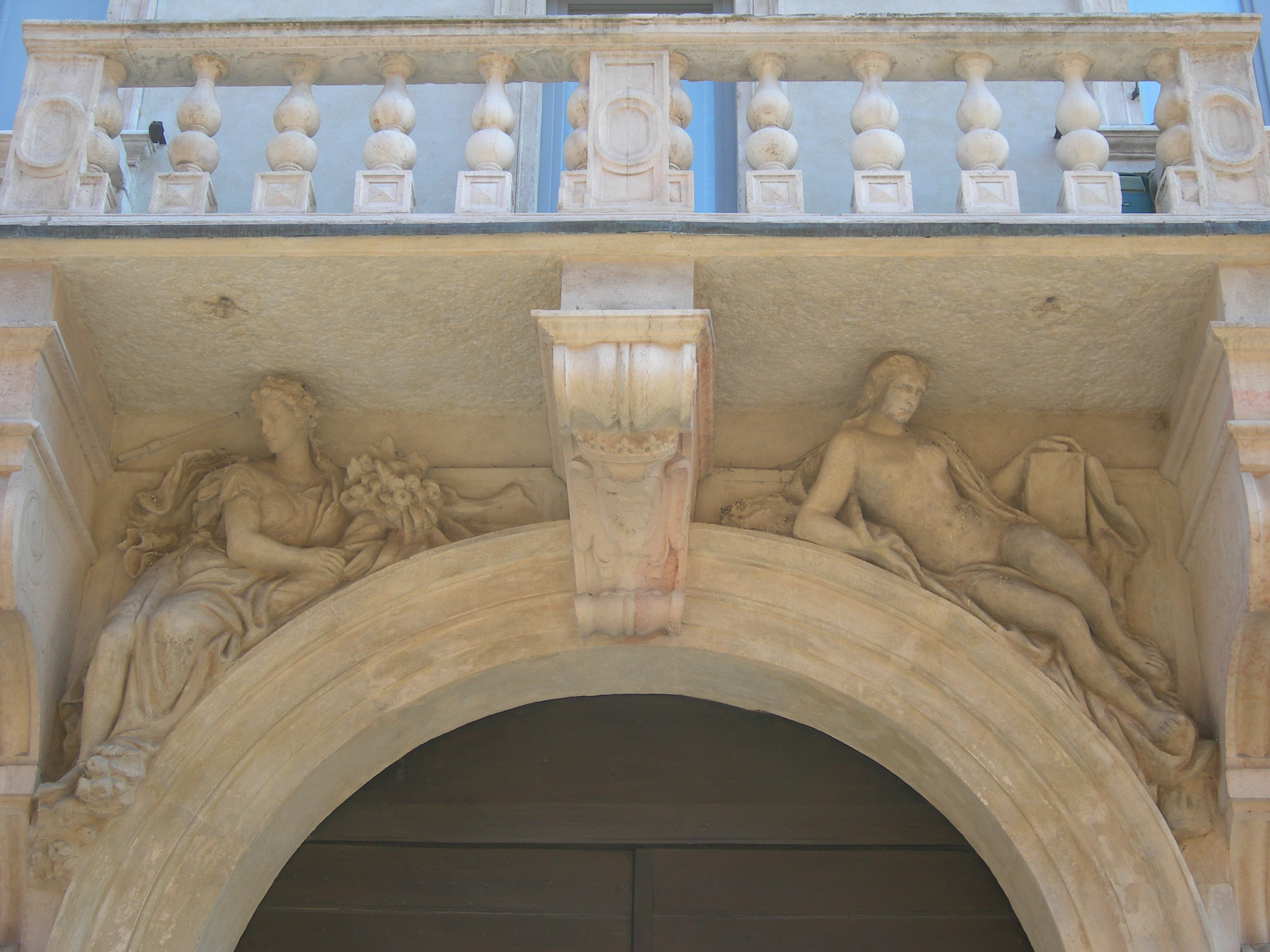
Particolare del portone d'ingresso con le statue raffiguranti la Concordia e la Verità

Le finestre sono disposte su due ordini regolari mentre il resto della facciata è decorato con nicchie rotondeggianti ritraenti busti di imperatori romani e antichi filosofi, da decorazioni plastiche in arenaria raffigurante armature e trofei militari sostenuti da teste leonine oltre che da tabelle incise con motti latini decorate in oro.
Superato l'androne di ingresso, decorato con soffitto a volta e sormontato da lunette sorrette da peducci in stucco, si accede alla loggia interna del cortile costituita da cinque arcate sorrette da colonne con capitelli e ghiere. La loggia dà accesso alla "Sala dei canestri di fiori e frutti" ubicata al piano terra la quale presenta un soffitto cassettonato ad incavi esagonali diviso in nove campi con composizioni centrali di fiori, frutti e verdure e decorato con pitture risalenti al XVII secolo. Alla fine del loggiato si accede allo scalone d'onore fatto erigere nel 1710, costituito da tre ordini di arcate sorrette da colonne e da un pianerottolo con balaustra, che dà accesso al piano nobile del palazzo, in prevalenza decorato con interventi risalenti al XIX secolo.
Salito lo scalone d'onore si accede all'antico "Salone d'Onore" del quale oggi non rimane nessuna traccia storica. Il grande ambiente nel XVIII secolo era suddiviso nel gabinetto decorato a scagliola con attiguo retrè ed ospitava importanti pezzi della collezione del marchese Giovan Battista Costabili. Segue il "Salone degli antichi", il cui soffitto a volta è stato dipinto da Francesco Saraceni con la simbologia araldica delle più importanti signorie italiane tra cui gli Este, gli Sforza, gli Scaligeri, i Gonzaga e i Visconti.
Segue la "Sala della mitologia", la cui volta ritrae alcune scene a carattere mitologico le quali mostrano Giove intento a scacciare dall'Olimpo le Furie Aletto e Megera. Alla destra di Giove siede Minerva e alla sua sinistra la Vittoria. Una seconda scena ritrae Mercurio che impugna il caduceo mentre è intento a trasmettere un messaggio di Giove a Venere in compagnia di due ninfe mentre Amore assiste alla scena.
Nell'adiacente "Sala d'Amore e Psiche" sono decorati al soffitto quattro tondi che illustrano alcuni momenti della storia di Amore e Psiche. Infine si accede all'ultima stanza del palazzo, la "Stanza della biblioteca".

## Sede dipartimentale Università degli Studi di Ferrara
Nel 2006 divenne sede della Facoltà di Economia dell'Università degli Studi di Ferrara; attualmente 
ospita il Dipartimento di Economia e Management e la Biblioteca di Economia.